# Gué de Constantine
Gué de Constantine ou Djasr Kasentina, é uma comuna localizada na província de Argel, no norte da Argélia. Sua população era de 133 247 habitantes, em 2008.